# All-Japan Judo Championship
Il All-Japan Judo Championship (全日本柔道選手権大会, Zennihon jūdō senshuken taikai) è un torneo di judo tenuto ogni anno in Giappone. Il torneo degli uomini si svolge nel Nippon Budokan il 29 aprile, mentre quello delle donne (tradotto in "Empress cup All-Japan women's Judo championships") si svolge nel Yokohama Cultural Gymnasium in aprile. Il torneo è organizzato dal Kōdōkan e dalla All Japan Judo Federation.
Questo torneo ha solamente una categoria di peso open-weight (senza restrizioni). I tornei con le categorie di peso sono organizzati separatamente da All-Japan Selected Judo Championships (全日本選抜柔道体重別選手権大会, Zennihon senbatsu jūdō taijūbetsu senshuken taikai) e Kodokan Cup (講道館杯, Kōdōkan hai).
Per i judoka giapponesi è uno dei tre tornei più importanti, sullo stesso livello dei Giochi Olimpici e dei Campionati mondiali di judo. Dal 2011 si combatte con regole internazionali.

## Record

### Uomini
- Più titoli vinti
  - Yasuhiro Yamashita: 9 titoli
  - Naoya Ogawa: 7 titoli
  - Masahiko Kimura: 4 titoli
  - Keiji Suzuki: 4 titoli
- Più partecipazioni
  - Yasuyuki Muneta: 15 partecipazioni
  - Katsuyuki Masuchi: 13 partecipazioni
  - Isamu Sonoda: 12 partecipazioni
  - Jun Konno: 12 partecipazioni
  - Naoto Yabu: 12 partecipazioni
- Campione più giovane
  - Satoshi Ishii: Campione a 19 anni e 3 mesi nel 2006
  - Yasuhiro Yamashita: Campione a 19 anni e 10 mesi nel 1977
- Campione più leggero
  - Isao Okano: 79 kg nel 1969 e 80 kg nel 1987[1]

### Donne
- Più titoli vinti
  - Maki Tsukada: 9 titoli
  - Yoko Tanabe: 6 titoli
  - Noriko Anno: 5 titoli
  - Miho Ninomiya: 2 titoli
- Campionessa più giovane
  - Sarah Asahina: Campionessa a 20 anni e 8 mesi nel 2019

## Vincitori recenti

### Uomini
- 2024 - Kanta Nakano
- 2023 - Takeshi Ojitani
- 2022 - Tatsuru Saito
- 2021 - Hyoga Ota
- 2020 - Ryunosuke Haga
- 2019 - Aaron Wolf
- 2018 – Hisayoshi Harasawa
- 2017 – Takeshi Ojitani
- 2016 – Takeshi Ojitani
- 2015 – Hisayoshi Harasawa
- 2014 – Takeshi Ojitani
- 2013 – Takamasa Anai
- 2012 – Hirotaka Kato
- 2011 – Keiji Suzuki
- 2010 – Kazuhiko Takahashi
- 2009 – Takamasa Anai
- 2008 – Satoshi Ishii
- 2007 – Keiji Suzuki
- 2006 – Satoshi Ishii

### Donne
- 2017 – Sarah Asahina
- 2016 – Kanae Yamabe
- 2015 – Megumi Tachimoto
- 2014 – Kanae Yamabe
- 2013 – Akari Ogata
- 2012 – Kanae Yamabe
- 2011 – Mika Sugimoto
- 2010 – Maki Tsukada
- 2009 – Maki Tsukada
- 2008 – Maki Tsukada
- 2007 – Maki Tsukada
- 2006 – Maki Tsukada